# You Should See Me in a Crown
«You Should See Me in a Crown» (стилізовано як you should see me in a crown; з англ. — «тобі варто побачити мене в короні») — головний сингл з дебютного студійного альбому американської співачки Біллі Айліш When We All Fall Asleep, Where Do We Go?. Він був випущений 18 липня 2018 року на лейблі Darkroom та Interscope Records. Пісня отримала позитивні відгуки від критиків та потрапила в чарти в таких країнах, як США, Канада та Австралія.

## Передісторія та реліз
Пісня написана Айліш разом зі своїм братом, музикантом та продюсером Фіннеасом О'Коннеллом і є поєднанням хіп-хопу і трепу. У журналі NME пісню описали як «задумливий поп-гімн». Вокал Айліш був описаний як «шепіт» та «бурмотіння».
Назва пісні була натхненна сценою з третього епізоду другого сезону телевізійного серіалу BBC «Шерлок» під назвою «Падіння Рейхенбаха», де лиходій Джим Моріарті говорить слова «honey, you should see me in a crown». Пісню «Human» ірансько-голландської співачки Sevdaliza також назвали одним із впливів на трек Айліш.
Пісня була випущена на 7-дюймовому вінілі разом із «Bitches Broken Hearts» 20 жовтня 2018 року та продавалася виключно під час туру 1 By 1.

## Просування та використання в медіа
Прем'єра треку відбулася на шоу Енні Мак на BBC Radio 1 18 липня 2018 року. У жовтні Біллі Айліш дебютувала з треком на шоу Елен Дедженерес. The Ringer назвали цей виступ дев'ятим найбільш незграбним у 2018 році. 
Пісня «You Should See Me in a Crown» використовувалася в рекламі для боксерського поєдинку між Деонтеєм Вайлдером і Тайсоном Ф'юрі. Трек також можна почути у FIFA 19. Пізніше пісня з'явилася у п'ятому епізоді американського серіалу «Ейфорія», у третьому сезоні «Королева Півдня», в шостому епізоді першого сезону серіалу «Ханна» і в сьомому епізоді другого сезону серіалу від Marvel/Hulu «Втікачі». Композицію також можна почути в кінці першого епізоду «Поява» й у кінці дев’ятого епізоду від Netflix «Замок і ключ». У 2022 році трек використали у другому епізоді другого сезону «Вбивства в одній будівлі».

## Музичне відео

### Вертикальне відео
У серпні 2018 року було випущено вертикальне музичне відео на композицію. Рейчел Хаммермюллер з Earmilk написала, що «таке відео підходить для цієї впевненої виконавиці, адже вона тільки-но почала привносити свій голос і стиль у світ музики». 

### Офіційне відео
У березні 2019 року Айліш випустила офіційне музичне відео на трек, режисером та аніматором якого став Такаші Муракамі, з яким вона раніше співпрацювала для обкладинки журналу Garage. Спочатку кліп вийшов на Apple Music, а потім й на YouTube. Муракамі заявив у прес-релізі, що для створення відео в стилі аніме, йому знадобилося вісім місяців. 

## Критичне сприйняття
Пісня була добре прийнята музичними критиками; багато хто зазначав, що вона була значно «темнішою», ніж попередня робота Айліш.
Журнал Billboard назвав сингл одним з п'ятдесяти найкращих пісень 2018 року. Таку ж думку висловило видання PopMatters, включивши сингл до свого списку «The 60 Best Songs of 2018».